# TBS・CBC日曜10時枠の連続ドラマ
TBS・CBC日曜10時枠の連続ドラマ（ティービーエスシービーシーにちようじゅうじわくのれんぞくドラマ）は、1973年10月7日から1975年12月28日までTBS系列局が編成していたTBSおよび中部日本放送 (CBC) 製作のテレビドラマ枠である。編成時間は毎週日曜 22:00 - 22:30 （日本標準時）。

## 歴史
元々この時間帯では、1966年5月1日から『東芝日曜劇場』（後の『日曜劇場』）が21:30 - 22:26に編成されていたが、1973年秋の改編で20:00 - 21:25の『日曜ゴールデンシリーズ』が廃枠になったのを機に『日曜劇場』が21:00開始になり、同時にこのドラマ枠も誕生した。
番組製作は第1作『風の中のあいつ』のみTBSが行い、第2作『度胸時代』以降の作品は全て中部日本放送が行っていた。また、近畿地方においては当初は朝日放送 (ABC) で放送されていたが、その後の腸捻転の解消により、第4作『ごめんなさいね』からは毎日放送 (MBS) で放送されていた。
1975年12月28日放送の『妻のあした』の最終回をもって本枠は終了。作品の総本数は5本だった。その後もこの時間帯はCBC製作枠となり、1992年3月29日に『すばらしき仲間II』が終了するまで16年3か月間続いた。

## 放送作品一覧
- 風の中のあいつ（1973年10月7日 - 1974年3月31日） - これのみTBS製作。
- 度胸時代（1974年4月7日 - 9月29日） - これ以降CBC製作。
- ふたりぼっち（1974年10月6日 - 1975年3月30日）
- ごめんなさいね（1975年4月6日 - 9月28日）
- 妻のあした（1975年10月5日 - 12月28日）

## 参考項目・以前の海外1時間ドラマ
参考までに、これ以前にTBS日曜22時台で放送された海外ドラマを紹介する。

### 22時00分 - 23時00分
- サンセット77 （1963年10月6日 - 1966年4月24日） - 日曜20:00枠から移動。ナイターシーズン中には30分繰り下げて放送。

### 22時30分 - 23時30分
- サンセット77 （1966年5月1日 - 1968年3月31日）

### 22時30分 - 23時26分
- FBIアメリカ連邦警察（第2シリーズ、1968年4月7日 - 1971年6月20日）
- インターン（1971年7月4日 - 12月19日）
- FBIアメリカ連邦警察（第3シリーズ、1971年12月26日 - 1972年3月26日）

## 参考資料
- キー局番組編成変遷ひょー 「その後」は本サイト内[要説明]

| TBS系列 日曜22:00枠                                                                                    | TBS系列 日曜22:00枠                                               | TBS系列 日曜22:00枠                             |
| 前番組                                                                                                 | 番組名                                                            | 次番組                                          |
| --- | ----------------------------------------------------------------- | ----------------------------------------------- |
| 東芝日曜劇場 （1966年5月1日 - 1973年9月30日） ※21:30 - 22:25、日曜21:00枠へ移動ミニ番組 ※22:25 - 22:30 | TBS・CBC日曜10時枠の連続ドラマ （1973年10月7日 - 1975年12月28日） | すばらしき仲間 （1976年1月4日 - 1987年9月27日） |